# حضض إفريقي
حُضَض إفريقي أو عُرْقُد إفريقي أو العَوْسَج أو الجَلْهَم أو المَليج أو الغَرْقَد أو الحُضُض أو الفيلزَهْرَج أو الخَولان أو القَصَد أو الحُدُل وتُسمَّى عُصارته كُحل خَولان وثمرته المُصَع شجيرة في فصيلة الباذنجانية. تعلو من متر إلى متر ونصف. أوراقها طحلاء الننصل الضيق. أزهارها بنفسجية زاهية عطرية العرف. مدقاتها زباء الأقلام. ثمارها كرزية الشكل لونها إلى البنفسجي العابق. إزهرارها يستمر من نيسان إلى حزيران. هذا النوع موطنه مقاطعة الكاب في جنوب إفريقية. لقد ظهر في أستراليا ويعتبر مع بعض القلق على أنه قد يكون غازيًا. تشير أوراق حقائق الحكومة الأسترالية إلى أنه في أستراليا نبات سياج غير مألوف، ووطن توطيناً ضئيلًا في مناطق قليلة في فِكتورية.

## الصور

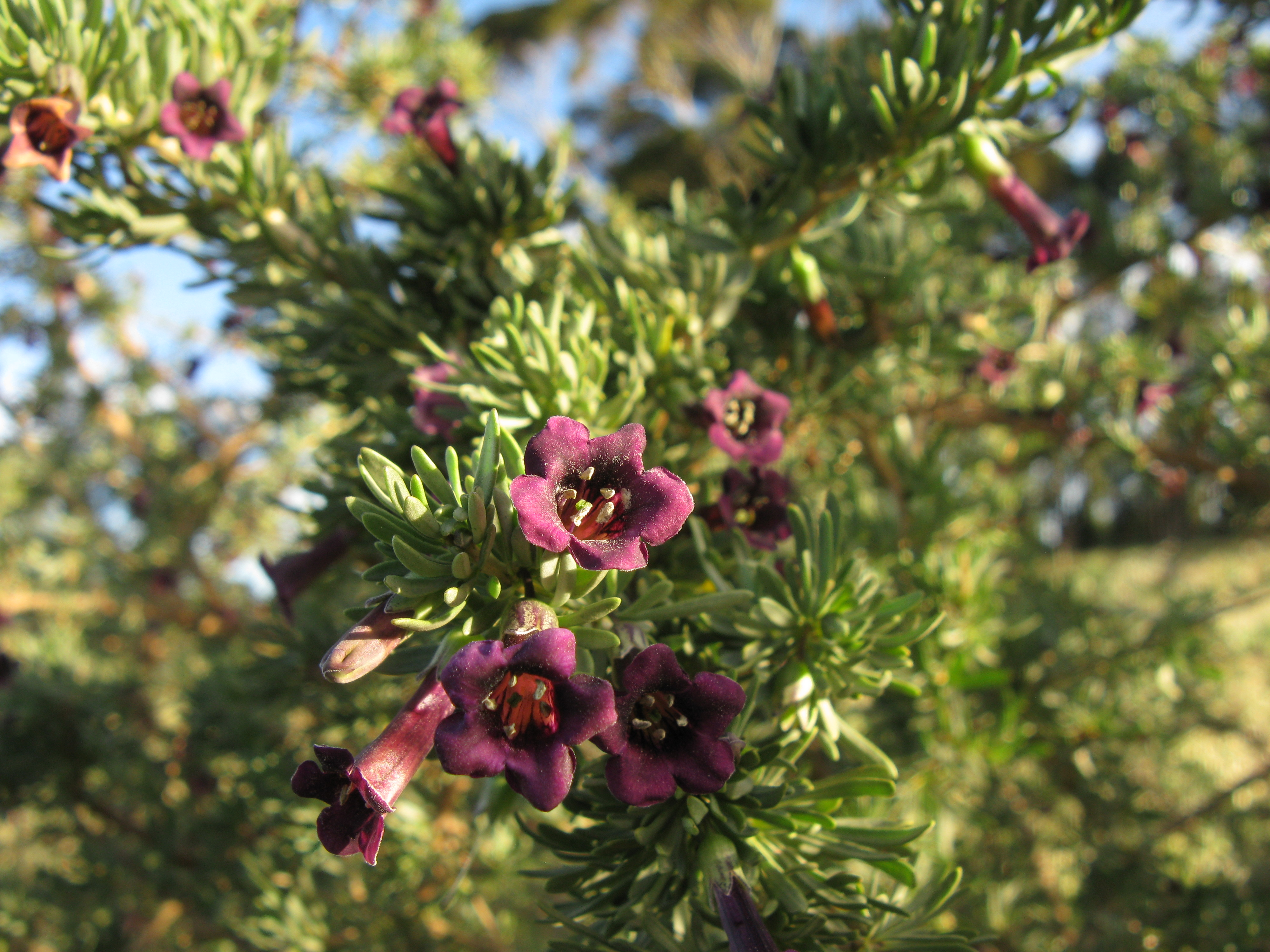
الزهور والأوراق عند الحضض الإفريقي
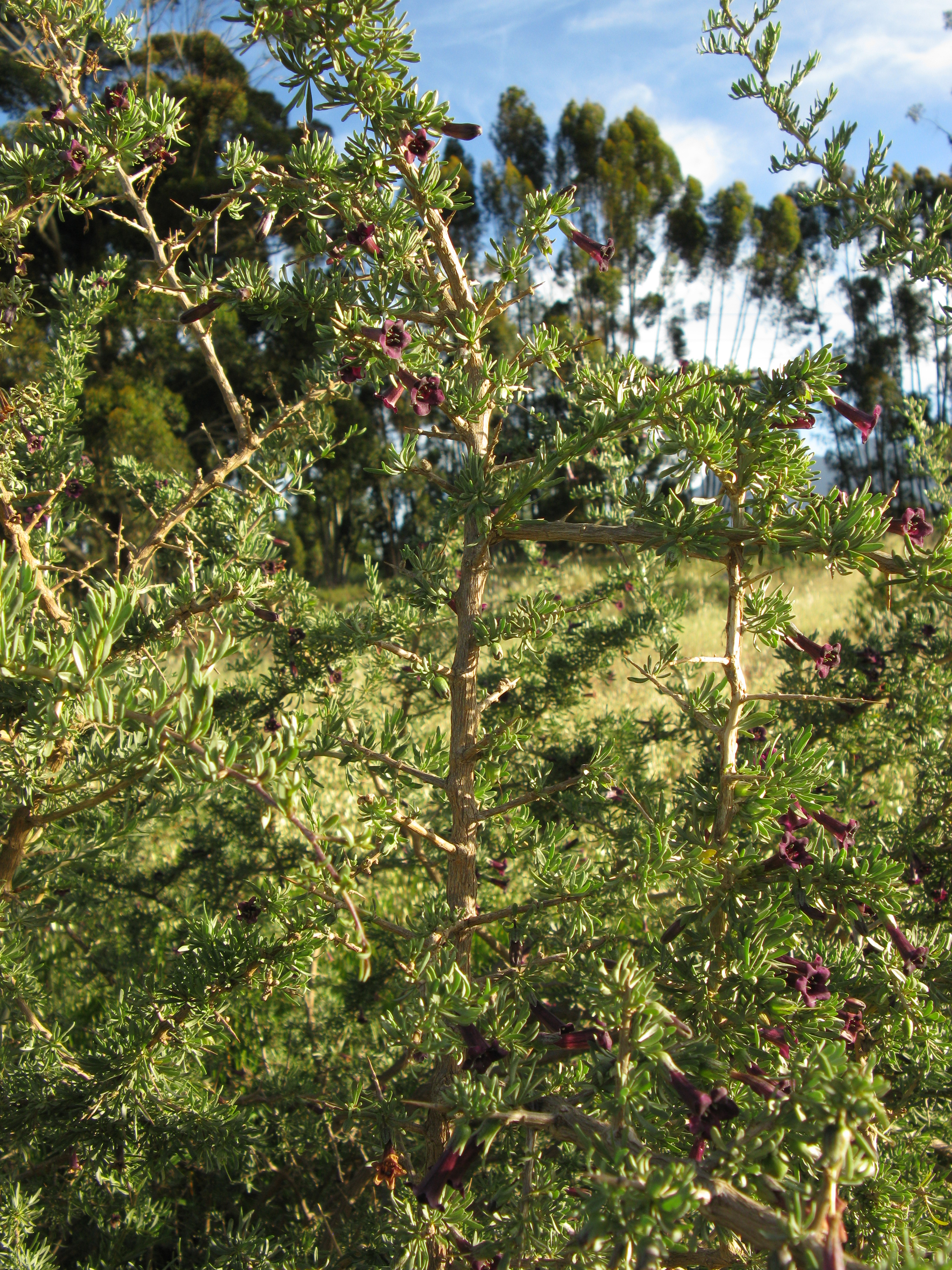
فرع